# Vụ bắn chết Willie McCoy
Willie McCoy, còn được gọi là Willie Bo, là một rapper người Mỹ. Vào ngày 9 tháng 2 năm 2019, McCoy đã bị sáu sĩ quan cảnh sát ở Vallejo, California giết chết.

## Bối cảnh

### Nạn nhân
McCoy mất cả cha lẫn mẹ vì căn bệnh ung thư khi anh 12 tuổi. Anh học giỏi môn thể thao ở trường và kiếm được GED trước khi bỏ học để theo đuổi âm nhạc.  Cộng tác viên ghi nhận đạo đức làm việc và mong muốn thành công của anh.  Với nghệ danh Willie Bo, anh là thành viên của nhóm FBG (Forever Black Gods), biểu diễn các bài hát về những gì NBC News mô tả là "tiền, súng và bạo lực đường phố", mà một cộng tác viên gợi ý là vì "họ cần phải tuân thủ lời bài hát, để nhìn mát mẻ. Tôi thấy nó thú vị hơn - những đứa trẻ nhìn thấy bạn trên YouTube giống như bạn có tất cả số tiền này. "  Lời bài hát khác liên quan đến vượt qua thử thách, chẳng hạn như lớn lên mà không có cha. Vào thứ Tư, ngày 11 tháng 4 năm 2018, Willie McCoy đã bị cảnh sát San Francisco bắt giữ vì tội bắt cóc và buôn người; Cảnh sát Oakland sau đó đã phục vụ lệnh khám xét nơi ở của Willie McCoy, thu giữ "nhiều" súng. Không rõ vai trò của McCoy là gì trong vụ trộm một khẩu súng ngắn bán tự động cỡ nòng.40 mà anh ta mang theo khi bị bắn chết.

### Sở Cảnh sát
Trong khoảng thời gian McCoy bị bắn, Sở cảnh sát Vallejo có khoảng 100 sĩ quan và phục vụ khoảng 122.000 người. Theo Cảnh sát trưởng tại thời điểm McCoy bị bắn, Andrew Bidou, nó đã tăng các chương trình đào tạo sĩ quan và thực hiện các sáng kiến tiếp cận cộng đồng. Tuy nhiên, người dân đã bày tỏ lo ngại về việc sử dụng vũ lực của Sở này.
Vào năm 2012, các sĩ quan của nó đã thực hiện các vụ xả súng gây tử vong ở mức khoảng 38 lần so với tỷ lệ quốc gia, hoặc gấp 20 lần tỷ lệ ở khu vực gần đó là Oakland và San Francisco. Một phần ba vụ giết người của thành phố là do cảnh sát.  Trong khoảng thời gian đó, một số cư dân Vallejo đã yêu cầu Bộ Tư pháp Hoa Kỳ điều tra việc sử dụng vũ lực của các sĩ quan Vallejo như họ đã từng làm ở Albuquerque, New Mexico.  Từ 2015-2017, Sở đã chi nhiều hơn cho mỗi sĩ quan trong các khoản tiền phạt hoặc dàn xếp cho các khiếu nại lạm dụng quyền công dân so với bất kỳ lực lượng cảnh sát lớn nào khác trong Bay Area. (Định cư, không ngụ ý sai phạm, có thể dễ dàng và rẻ hơn so với phiên tòa.) Từ 2016-2019, năm sĩ quan cảnh sát của Vallejo đã bắn nhiều người. Vào thời điểm McCoy bị bắn, một trong những sĩ quan đã bắn anh ta, đã bị kiện dân sự vì bắn chết một người đàn ông vào tháng 2 năm 2018.

## Sự việc
Khoảng 10:30 tối ngày 9 tháng 2 năm 2019, McCoy ngủ thiếp đi tại một cửa hàng drive-through của Vallejo, California Taco Bell, trong xe của anh ta, với một khẩu súng bán tự động cỡ nòng.40, trong khi động cơ đang chạy và xe đang ở chế độ lái. Một nhân viên của Taco Bell đã gọi 911, thông báo cho người điều phối rằng McCoy (người không được xác định tên vào thời điểm này)  đã không phản hồi với những người gõ cửa sổ xe hoặc bấm còi xe. Sáu sĩ quan cảnh sát đã đến,   và kích hoạt bodycam của họ.
Video và âm thanh bodycam, mà cảnh sát công bố ngày 30 tháng 3 năm 2019, cho thấy, trong vài phút, các sĩ quan với súng giơ lên trò chuyện bên cạnh xe của McCoy trong khi anh ta ngủ. Đoạn phim cho thấy một sĩ quan nói rằng McCoy đã đặt trên đùi anh ta một khẩu súng với băng đạn lồi ra "một nửa", cho thấy McCoy sẽ có nhiều nhất chỉ một phát đạn; mặc dù súng không nhìn thấy trong đoạn phim. Đoạn phim cho thấy các sĩ quan sau đó quyết định mở cửa để lấy khẩu súng ra và đưa McCoy ra khỏi xe, nhưng thấy cửa bị khóa và vì vậy thay vào đó đã cố gắng chặn xe của McCoy trong cửa hàng drive-thru.  Sau vài phút, McCoy gãi vai, mặc dù không có dấu hiệu nào cho thấy anh ta cảnh giác hoặc nhận thức được xung quanh vào lúc này.
McCoy sau đó di chuyển theo cách được giải thích khác nhau bởi các bên khác nhau. Sở cảnh sát bày tỏ sự giải thích của mình trong một chú thích được đưa vào đoạn phim bodycam: "anh ta đưa tay lên súng". The Guardian tuyên bố rằng các video tại thời điểm đó là "mờ" và "cho thấy cơ thể của McCoy di chuyển nhẹ, nhưng không thấy tay anh ta di chuyển đến súng, không thể nhìn thấy trong đoạn phim."  NBC News cho biết: "McCoy sau đó giật mình và có vẻ bỏ tay xuống. Khuôn mặt anh ta bị che khuất do cánh tay của cảnh sát đang chĩa súng. " KTVU cho biết McCoy "dường như uốn cong lưng và di chuyển cánh tay trái". Thời báo New York cho biết: "Đoạn phim cho thấy ông McCoy dường như ngủ ít nhất vài phút và ông bị bắn khoảng 10 giây sau khi bắt đầu di chuyển. Không rõ liệu ông ta có đang với tới khẩu súng hay không. " 
Theo các cảnh quay bodycam và cảnh quay nhân chứng, các sĩ quan sau đó hét lên với McCoy, qua cửa sổ xe đóng kín, để bảo McCoy đưa tay lên và bắn vào anh ta chưa đầy ba giây sau đó. Sáu sĩ quan đã bắn 55 viên đạn vào McCoy trong khoảng bốn giây, trước khi một lần nữa nói với McCoy hãy giơ tay lên.
McCoy được tuyên bố là đã chết tại hiện trường.

## Phản ứng
Cảnh sát Vallejo ban đầu nói rằng McCoy có một khẩu súng trên đùi, và các sĩ quan đã nổ súng khi anh ta không đáp ứng với yêu cầu đưa tay lên và thay vào đó là đưa tay xuống. Cảnh sát cũng nói rằng khẩu súng này đã được báo cáo là đã bị đánh cắp ở Oregon.
Gia đình của McCoy gọi vụ việc là "xử tử bởi một đội hành quyết", và bày tỏ sự hoài nghi rằng McCoy đã có một khẩu súng. Theo gia đình của McCoy và luật sư của họ, khoảng thời gian ông qua đời, McCoy đã mệt mỏi vì chuyến lưu diễn và ghi hình gần đây.
Một trong các luật sư của gia đình, người trước đây đã làm việc trong văn phòng của một nhân viên điều tra, cho biết McCoy đã bị khoảng 25 vết thương sau khi bị bắn. Gia đình cho biết McCoy đã bị bắn vào đầu, tai, cổ, ngực, cánh tay, vai, tay và lưng. Vào cuối tháng 2 năm 2019, gia đình đã nộp đơn yêu cầu bồi thường McCoy bị giết nhầm đối với thành phố.
Kể từ ngày 5 tháng 3 năm 2019, văn phòng luật sư quận Solano đã không trả lời các yêu cầu của nhà báo về thông tin về một cuộc điều tra về vụ nổ súng. Vào ngày 13 tháng 3 năm 2019, cảnh sát trưởng của Vallejo, Andrew Bidou, tuyên bố nghỉ hưu giữa lúc bị chỉ trích về hành vi của bộ. (Thị trưởng Vallejo Bob Sampayan nói rằng việc nghỉ hưu của Bidou đã được lên kế hoạch từ lâu, không phải do những chỉ trích gần đây đối với Sở này. Các quan chức thành phố đồng ý điều này, bỏ phiếu nhất trí cho Bidou ở lại cho đến khi có người thay.) 
Cùng ngày, một số thành viên trong gia đình McCoy được phép xem cảnh quay vụ nổ súng (luật sư của họ bị từ chối), dựa vào đó họ nói rằng McCoy dường như vẫn ngủ khi cảnh sát nổ súng, và dường như không có với tay lấy súng.
Vào ngày 30 tháng 3 năm 2019, được cho là không thông báo cho gia đình của McCoy, cảnh sát Vallejo đã công bố video bodycam của cảnh sát viên từ vụ nổ súng. Trong một chú thích trên đoạn phim, cảnh sát cáo buộc rằng trước khi cảnh sát nổ súng, McCoy đã cầm một khẩu súng chứa một băng đạn mở rộng 14 viên (không phải là một khẩu súng có băng đạn dùng "một nửa" như được đề cập bởi một sĩ quan trong đoạn phim).
Khoảng đầu tháng 4 năm 2019, gia đình của McCoy nói rằng khẩu súng mà cảnh sát cáo buộc McCoy đã sử dụng chỉ nhằm để bảo vệ bản thân.